# Kavelflyten
Kavelflyten är en sjö i Arvika kommun och Sunne kommun i Värmland och ingår i Göta älvs huvudavrinningsområde. Sjön har en area på 0,0388 kvadratkilometer och ligger 300,6 meter över havet. Sjön avvattnas av vattendraget Tobyälven.

## Delavrinningsområde
Kavelflyten ingår i det delavrinningsområde (663930-133243) som SMHI kallar för Inloppet i Östra Flytjärn. Medelhöjden är 300 meter över havet och ytan är 5,73 kvadratkilometer. Det finns inga avrinningsområden uppströms utan avrinningsområdet är högsta punkten. Tobyälven som avvattnar avrinningsområdet har biflödesordning 5, vilket innebär att vattnet flödar genom totalt 5 vattendrag innan det når havet efter 327 kilometer. Avrinningsområdet består mestadels av skog (82 procent). Avrinningsområdet har 0,04 kvadratkilometer vattenytor vilket ger det en sjöprocent på 0,7 procent.